# Neomicin
Neomicin je aminoglikozidni antibiotik prisutan u mnogim topikalnim lekovima kao što su kreme, masti, i kapi za oči. Ovaj lek je otkriven 1949. Neomicin pripada klasi aminoglikozidnih antibiotika koji sadrže dva ili više aminošećera povezana glikozidnim vezama. Neamin (dva prstena), ribostamicin (tri prstena), paromomicin (četiri prstena), i lividomicin (pet prstena) su neki od primera aminoglikozida. Oni su izuzetno potentni antibiotici.

## Molekularna biologija
Otpornost na neomicin potiče od jednog od dva gena aminoglikozidne fosfotransferaze. Neo gen je često prisutan u DNK plazmidima koje molekularni biolozi koriste za određivanje stabilnih ćelijskih linija sisara koji izražavaju klonirane proteine u kulturi. Mnogi komercijalno dostupni plazmidi za izražavanje proteina sadrže neo kao selektivni marker.